# Xenotrogus bisquamulata
Xenotrogus bisquamulata är en skalbaggsart som beskrevs av Moser 1919. Xenotrogus bisquamulata ingår i släktet Xenotrogus och familjen Melolonthidae. Inga underarter finns listade i Catalogue of Life.